# Serhij Semenov
Serhij Oleksandrovytsj Semenov (Oekraïens: Сергій Олександрович Семенов) (Tsjernihiv, 28 juli 1988) is een Oekraïense biatleet. Hij vertegenwoordigde zijn vaderland op de Olympische Winterspelen 2010 in Vancouver en op de Olympische Winterspelen 2014 in Sotsji.

## Carrière
Semenov maakte zijn wereldbekerdebuut in december 2009 in Pokljuka, twee dagen na zijn debuut scoorde hij aldaar zijn eerste wereldbekerpunten. Tijdens de Olympische Winterspelen van 2010 in Vancouver kwam de Oekraïner op drie onderdelen aan de start, zijn beste prestatie was de drieëndertigste plaats op de 10 kilometer sprint.
Op de wereldkampioenschappen biatlon 2011 in Chanty-Mansiejsk verscheen Semenov aan de start van alle individuele onderdelen, de vijftiende plaats op de 12,5 kilometer achtervolging was zijn beste resultaat. Op de 4x7,5 kilometer estafette veroverde hij samen met Oleksandr Bilanenko, Andrij Deryzemlja en Sergij Sednev de bronzen medaille.
In 2014 nam Semenov deel aan de Olympische Winterspelen in Sotsji. Hij eindigde 9e op de 20 km individueel. Aan het einde van wereldbekerseizoen 2014/2015 was Semenov de beste in het eindklassement van de wereldbeker op de 20 km individueel.

## Resultaten

### Olympische Spelen
| Jaar | Plaats    | Resultaten                                                                                                  |
| ---- | --------- | --- |
| 2010 | Vancouver | 52e 20 km individueel 33e 10 km sprint 39e 12,5 km achtervolging                                            |
| 2014 | Sotsji    | 9e 20 km individueel 9e 4×7,5 km estafette 9e gemengde estafette 39e 12,5 km achtervolging 41e 10 km sprint |

### Wereldkampioenschappen
| Jaar | Plaats           | Resultaten |
| ---- | ---------------- | --- |
| 2011 | Chanty-Mansiejsk | 20e 20 km individueel · 28e 10 km sprint · 15e 12,5 km achtervolging · 22e 15 km massastart · 4x7,5 km estafette · 8e gemengde estafette |
| 2012 | Ruhpolding       | 8e 4x7,5 km estafette 14e Gemengde estafette 22e 10 km sprint 49e 12,5 km achtervolging 60e 20 km individueel                            |
| 2013 | Nové Město       | 14e 4x7,5 km estafette 41e 10 km sprint 45e 12,5 km achtervolging                                                                        |
| 2015 | Kontiolahti      | 5e 20 km individueel 9e 4x7,5 km estafette 11e Gemengde estafette 11e 12,5 km achtervolging 26e 10 km sprint 27e 15 km massastart        |
| 2016 | Oslo             | 10 km sprint |

### Wereldbeker
Eindklasseringen
| Seizoen   | Algemeen | Individueel | Sprint | Achtervolging | Massastart |
| --------- | -------- | ----------- | ------ | ------------- | ---------- |
| 2009/2010 | 47e      | -           | 30e    | 48e           | -          |
| 2010/2011 | 35e      | 39e         | 26e    | 43e           | 36e        |
| 2011/2012 | 42e      | -           | 37e    | 36e           | 41e        |
| 2012/2013 | 42e      | 19e         | 39e    | 43e           | -          |
| 2013/2014 | 23       | 10e         | 22e    | 36e           | 18e        |
| 2014/2015 | 26e      | Goud        | 34e    | 24e           | 45e        |